# Ring 9
Der belgische Ring 9 ist eine Autobahn mit einer Gesamtlänge von 5 km, die als Stadtautobahn um die Stadt Charleroi führt und als innerer Ring bezeichnet wird.
Der R9 ist als Autobahnring konstruiert. Das besondere am R9 jedoch ist, dass die Strecke nur gegen den Uhrzeigersinn dreispurig befahrbar ist. Die Strecke führt auf einigen Brücken und durch einige Tunnel um die Stadt.

## Galerie

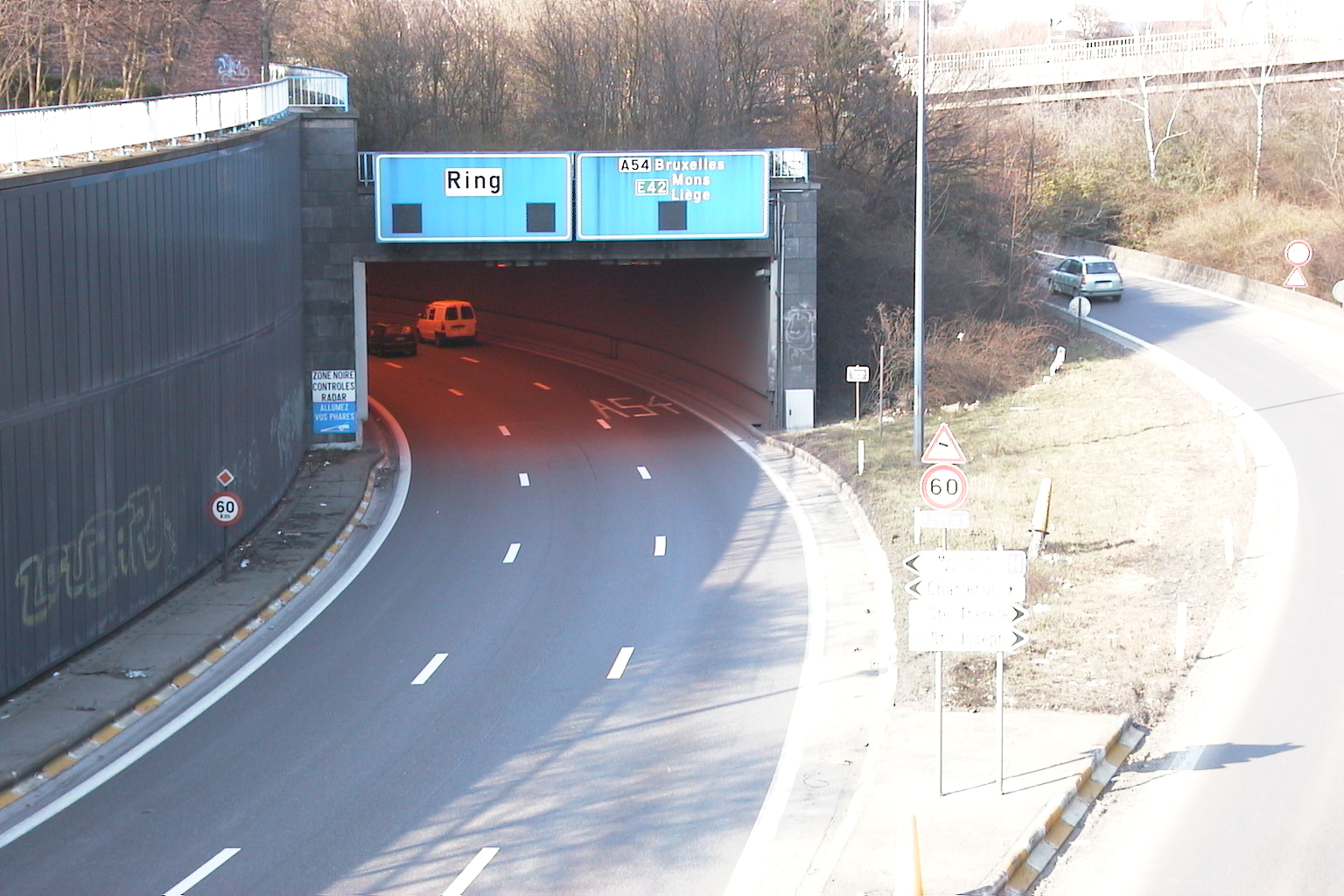
Die eine dreispurige Fahrbahn der R9
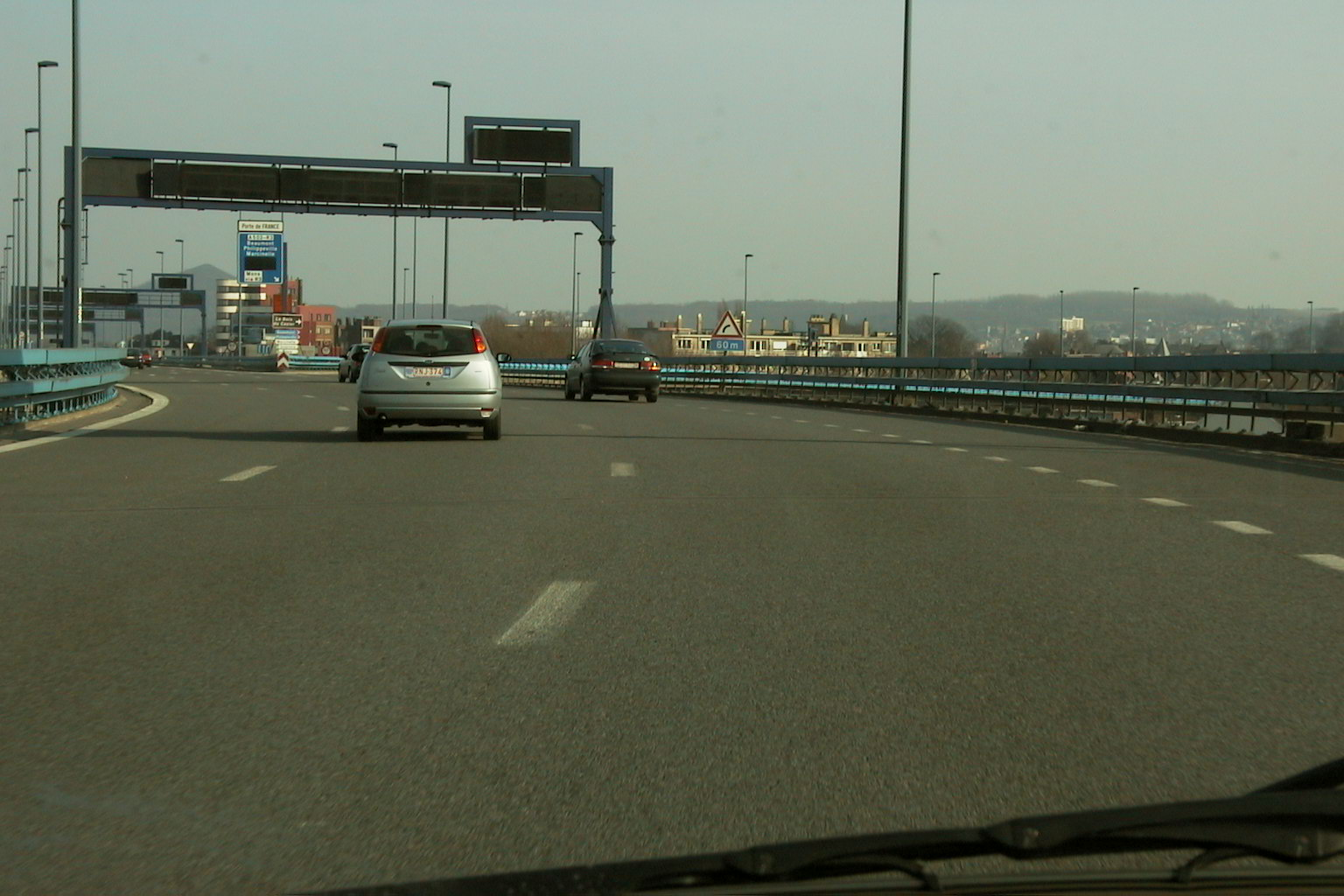
Autobahnring R9